# Zum goldenen Löwen (Magdeburg)

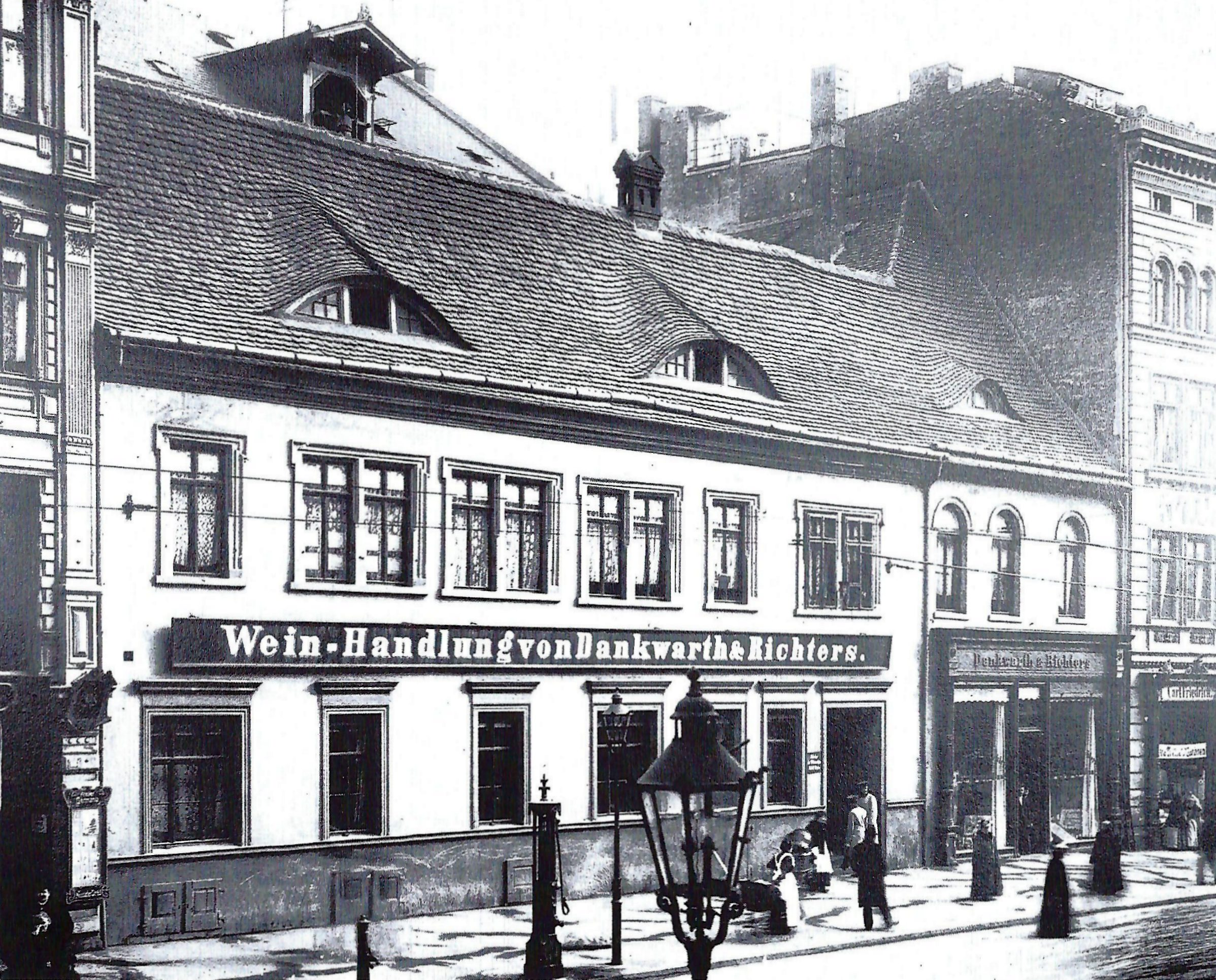
Breiter Weg 55, Ende des 19. Jahrhunderts (rechts der überbaute Brodscharrn)

Das Haus Zum goldenen Löwen war ein historisches Brauhaus in Magdeburg im heutigen Sachsen-Anhalt.

## Lage
Das Haus befand sich in der Magdeburger Altstadt auf der Ostseite des Breiten Wegs, an der Adresse Breiter Weg 55. Unmittelbar südlich des Hauses mündete der Brodscharrn auf den Breiten Weg.
Heute befindet sich an dieser Stelle der südliche Teil des Hauses Breiter Weg 23.

## Geschichte und Architektur
In der Zeit vor 1631 gehörte das Brauhaus dem Bürgermeister Martin Alemann. Es hatte einen Weinkeller und einen Gewandschnittladen. Als Hinterhäuser gehörten die Gebäude Schwertfegerstraße 20a und 21 zum Grundstück. Alemann errichtete ein neues Haus. Noch vor 1631 erwarb es Georg Kühlewein für 2500 Taler, wobei er die Zahlung erst 1648 an die Erben Alemanns vollständig leistete. Bei der Zerstörung Magdeburgs im Jahr 1631 floh die Frau Kühlweins in den Keller des Hauses, wo sie, aufgrund des in der Stadt ausgebrochenen Brandes erstickte. Kühlewein selbst überlebte im Haus Zum goldenen Greif (Alter Markt 11).
1640 beabsichtigte Kühlewein eine Erneuerung des Hauses, allerdings wurde es noch 1654 Stätte bezeichnet, so dass es wohl nicht bebaut war. Tatsächlich zahlte Kühlewein 1652/1653 keine Grundsteuer. Es wird jedoch davon ausgegangen, dass der Weinkeller des Hauses erhalten geblieben war und als „Storms Keller“ bezeichnet wurde. Der Name ging wohl auf die Zeit vor Alemann zurück und wurde nach 1653 nicht mehr genutzt. Andere Annahmen ordnen den Keller dem Nachbarhaus Nummer 56 zu. Für Storms Keller zahlte Nikolaus Pallast die Vorschoß-Mietsteuer. Vermutlich war er der Pächter des Kellers. Bis zu seinem Tod im Jahr 1656 blieb Georg Kühlewein Eigentümer des Hauses. Auf ihn folgte sein Sohn Kilian, der 1679 verstarb. Seinen Erben gehörte das Haus bis 1690. Die Witwe Kilians hatte den Accisedirektor Johann Witte geheiratet, der das Haus für 3400 Taler übernahm und es 1693 für 4500 Taler an den Weinhändler Peter Hintze veräußerte. Hintze verstarb 1717. Ab 1718 gehörte es dem Weinhändler Henning Christian Hinze. 1803 war Dankwarth Eigentümer. Das Anwesen wurde dann Sitz der 1836 gegründeten Weingroßhandlung Dankwarth & Richters. Die Unternehmer bzw. Familienmitglieder waren auch die jeweiligen Eigentümer. 1867 wurde der benachbarte Brodscharrn überbaut und die Fläche mit zum Grundstück genommen. Im Jahr 1903 wurde das Haus abgerissen. Es erfolgte ein Neubau, wobei Fassadenelemente der zuvor abgerissenen Heideckerei genutzt wurden. 1926/1927 wurde sowohl das Erd- als auch das Obergeschoss umgebaut. Ein weiterer Umbau des Erdgeschosses erfolgte 1934, der Ausbau des Dachgeschosses 1938. 1938 und 1940 wurde der Kaufmann Werner Klavehn als Eigentümer geführt.
Im Zweiten Weltkrieg wurde das Gebäude zerstört. In der Zeit der DDR befand sich an dieser Stelle der Mariettabar-Block.

## Sage
Der Sage nach hielt sich Dr. Faustus 1521 in Magdeburg auf, um den legendären dänischen Prinzen Hamlet zu treffen. Hamlet sollte von seinem Studienort Wittenberg auf der Elbe zurück nach Dänemark reisen und dabei in Magdeburg Unterkunft nehmen. Dr. Faustus wartete am Schiffsanleger und ging, nachdem Hamlet nicht kam, in den Magdeburger Dom. Der Domküster erläuterte ihm einen eigentümlichen, auf einer polierten Steinplatte stehenden Kasten, als Aufbewahrungsort von einem der sechs Krüge, in denen auf der Hochzeit zu Kana durch Christus Wasser zu Wein verwandelt wurde. Kaiser Otto I. habe ihn in Italien erworben und nach Magdeburg gebracht. Angesichts des Krugs bekam Dr. Faustus Durst. Er ging daher auf den Breiten Weg und betrat das Brauhaus Zum goldenen Löwen. Dort stieg er die Stufen zu Storms Keller hinab, in dem sich eine Gaststube befand. Er wurde von einem Jungen bedient, der ihm Wein brachte. Dabei schwappte dem Jungen Wein über den Rand des Glases, worauf Dr. Faustus die Beherrschung verlor. Er rief dem Jungen zu, dass er in mit Haut und Haar fressen würde, wenn er noch einen kostbaren Tropfen so missachten würde. Der Junge antwortete ihm frech, er solle es versuchen. Dr. Faustus, bekannt für von ihm vollbrachte Wunder, riss daraufhin den Mund auf und verschlang den Jungen. Zum Runterspülen griff er sich den Kübel mit Kühlwasser und trank ihn aus. Die Gäste starten den Fremden an, es war plötzlich ganz still im Keller. Der Wirt nahm seinen Mut zusammen und verlangte den verschlungenen Jungen zurück. Dr. Faustus wies daraufhin hinter den Ofen, wo zitternd und völlig durchnässt, so als wäre der Kübel über ihm ausgeschüttet worden, der Junge lag. Die Gäste staunten. Dr. Faustus legte eine Silbermünze auf den Tisch und verließ das Gasthaus. Als der Wirt die Münze nehmen wollte, zerfiel sie zu Sand.
Der Sage nach befand sich an der Wand des Kellers die Inschrift:
Die da raten in den Städten,

Die sollen der Allgemeinheit reden.

Der da sucht sein eigen Nutz,

Dessen Rat, der ist nicht Guts.

Der Rat soll sein der gleiche,

Ob für Arme oder Reiche.

Von ungleichem Rat, auf den man höret,

Ward manch gute Stadt zerstöret.